# Asura ecmelaena
Asura ecmelaena là một loài bướm đêm thuộc phân họ Arctiinae, họ Erebidae.